# Montagnat
Montagnat ist eine französische Gemeinde mit 2164 Einwohnern (Stand 1. Januar 2022) im Département Ain in der Region Auvergne-Rhône-Alpes. Sie gehört zum Kanton Ceyzériat im Arrondissement Bourg-en-Bresse.

## Geographie

### Lage
Montagnat liegt auf 261 m, etwa sechs Kilometer südöstlich der Präfektur Bourg-en-Bresse. Das Dorf erstreckt sich am südöstlichen Rand der historischen Provinz Bresse und am Nordostrand der Seenlandschaft Dombes.

### Topographie
Die Fläche des 13,75 km² großen Gemeindegebiets umfasst einen Abschnitt im südlichen Teil der Bresse, einer Ebene im Bresse-Saône-Graben, und reicht bis zum Fuß des Revermont. Das Gemeindegebiet wird von der Reyssouze und zahlreichen kleinen Zuflüssen entwässert, darunter die Vallière. Das Gelände ist hügelig und erreicht mit 282 m am Fuß des Revermont im Osten seine höchste Erhebung. Im Westteil der Gemeinde beginnt ein großer, sich über mehrere Gemeinden erstreckender Staatswald, der Forêt Domaniale de Seillon. Dadurch nehmen Waldgebiete mit 35 % den größten Anteil der Landnutzung ein, gefolgt von Feldern mit 21 % sowie Wiesen und sonstigen landwirtschaftlichen Flächen (jeweils 16 %).

### Nachbargemeinden
Umgeben ist Montagnat von den Nachbargemeinden Saint-Just im Norden, Ceyzériat und Revonnas im Osten, Tossiat und Certines im Süden, Péronnas im Westen sowie Bourg-en-Bresse im Nordwesten.

### Gemeindegliederung
Der alte Ortskern von Montagnat mit Gemeindeverwaltung und Dorfkirche liegt auf einer etwa 20 m hohen Erhebung, die von der Reyssouze in einem Bogen umflossen wird. Über das restliche Gemeindegebiet verteilen sich weitere Ortsteile, Weiler und Gehöfte, darunter:
- Versaillat und Pombeau (245 m) im Norden bei Saint-Just,
- La Torchère (264 m), das von der Gemeindegrenze mit Saint-Just in zwei Hälften geteilt wird,
- Moulin de Noire Fontaine (234 m) im Nordwesten an der Reyssouze
- Sainte-Amouze und Le Petit Seillon (264 m) auf einer Anhöhe oberhalb von Moulin de Noire Fontaine und mit einem Gewerbegebiet neben der D1075,
- Les Buffets, La Goyatière und Les Curnillats (236 m) an der Reyssouze nördlich des Dorfkerns,
- Les Arterots und Les Arcuires (252 m) südwestlich des Dorfkerns,
- Rivoire und La Châtellenie (260 m) südöstlich des Dorfkerns.

## Geschichte
Aus gallorömischer Zeit wurde auf dem Gebiet von Montagnat ein bronzener Schlüssel gefunden. Im Hochmittelalter wurde die Ortschaft erstmals 1013 unter dem Namen Villa Muntaniacus erwähnt. Seine Schreibweise änderte sich über  Montannyes (1250), Montaignia (1256), Montagnia (1436) und Montegnia (1492)  zu Montagniat (1563). Montagnat gehörte ursprünglich zu den Ländereien der Herren von Coligny und gelangte 1289 unter die Oberhoheit der Grafen von Savoyen, bis die gesamte Bresse mit dem Vertrag von Lyon 1601 an Frankreich fiel. Der Sitz der Lehnsmänner von Montagnat war in Rivoire, das 1231 als Ville de Revoria eine erste urkundliche Erwähnung fand und dessen Burg auf das Jahr 1201 zurückgeht. Ihre Herrschaft schloss zeitweise auch das benachbarte Revonnas ein.
Über mehrere Jahrhunderte hinweg trieb die Wasserkraft der Reyssouze Mühlen an, die früheste belegte ist diejenige von La Cra direkt neben dem Ortskern (Molendinum de la Craz situm apud Montaigniacum, 1467).

### Bevölkerungsentwicklung
| Jahr                       | 1962 | 1968 | 1975 | 1982 | 1990 | 1999 | 2006 | 2013 | 2021 |
| Einwohner                  | 396  | 419  | 633  | 1005 | 1173 | 1421 | 1549 | 1803 | 2145 |
| Quellen: Cassini und INSEE |      |      |      |      |      |      |      |      |      |

Mit 2164 Einwohnern (Stand 1. Januar 2022) gehört Montagnat zu den kleineren Gemeinden des Départements Ain. Nachdem die Einwohnerzahl im 19. Jahrhundert nur geringfügig um die Marke von 500 geschwankt hatte, erreichte sie in der ersten Hälfte des 20. Jahrhunderts einen Tiefstand von 370 Einwohnern. Seit den 1960er Jahren wird eine starke Bevölkerungszunahme verzeichnet.

## Gemeindepartnerschaft
Zusammen mit vier weiteren Gemeinden im Revermont unterhält Montagnat seit 2012 eine Gemeindepartnerschaft mit Ungureni im Kreis Botoșani in Rumänien.

## Wirtschaft und Infrastruktur
Montagnat war bis weit ins 20. Jahrhundert hinein ein vorwiegend durch die Landwirtschaft geprägtes Dorf. Daneben gibt es heute verschiedene Betriebe des lokalen Kleingewerbes. Mittlerweile hat sich das Dorf auch zu einer Wohngemeinde entwickelt. Viele Erwerbstätige sind Wegpendler, die im Raum Bourg-en-Bresse ihrer Arbeit nachgehen.
Die Ortschaft liegt unweit der Departementsstraße D1075 und ehemaligen Nationalstraße N75, die Bourg-en-Bresse mit Grenoble verband. Von ihr sowie von den umliegenden Dörfern führen Nebenstraßen nach Montagnat. Südlich des Ortes befindet sich der nächste Autobahnanschluss an die A40, die die Gemeinde im Osten durchquert. Am Westrand der Gemeinde verläuft die Bahnstrecke Mâcon–Ambérieu-en-Bugey, die in Bourg-en-Bresse einen größeren Bahnhof hat. Als Flughafen in der Region kommt Lyon-St-Exupéry (72 km entfernt) in Frage.

### Bildung
In Montagnat befindet sich eine staatliche école primaire (Grundschule mit eingegliederter Vorschule).

## Sehenswürdigkeiten
- Die Kirche Saint-Clair steht auf dem Hügel von Montagnat und beherbergt eine von Nicolas de Hoey gemalte Kreuztragung Christi auf einer Holztafel, die als Monument historique klassifiziert ist.[8]
- Das Château de Montplaisant stammt aus dem 18. Jahrhundert. Seine Fassaden, Eingangstore und sein großer Saal sind als monument historique eingeschrieben.[9]
- Das Château de Rivoire war der mittelalterliche Herrschaftssitz von Montagnat und liegt etwas abseits des Dorfes auf einer Anhöhe über einer von der Reyssouze und ihren Zuflüssen aufgeweiteten Ebene. Nach der Französischen Revolution wurde es im 19. Jahrhundert wieder aufgebaut.
- Ein weiteres Schloss aus dem 19. Jahrhundert, das Château de Noirefontaine, liegt ebenfalls am Hang oberhalb der Reyssouze, etwa einen Kilometer westlich des Dorfkerns.

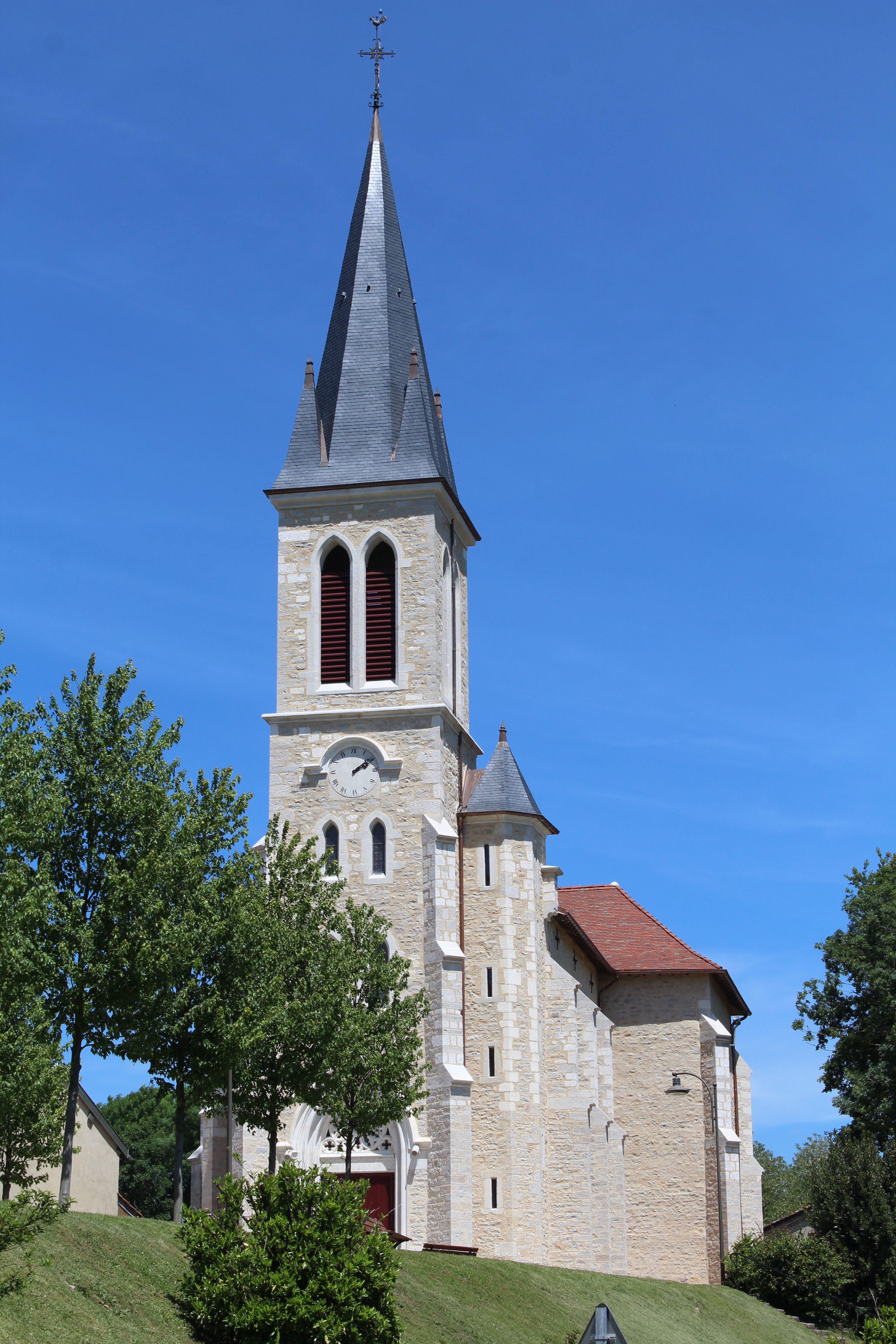
Kirche Saint-Clair
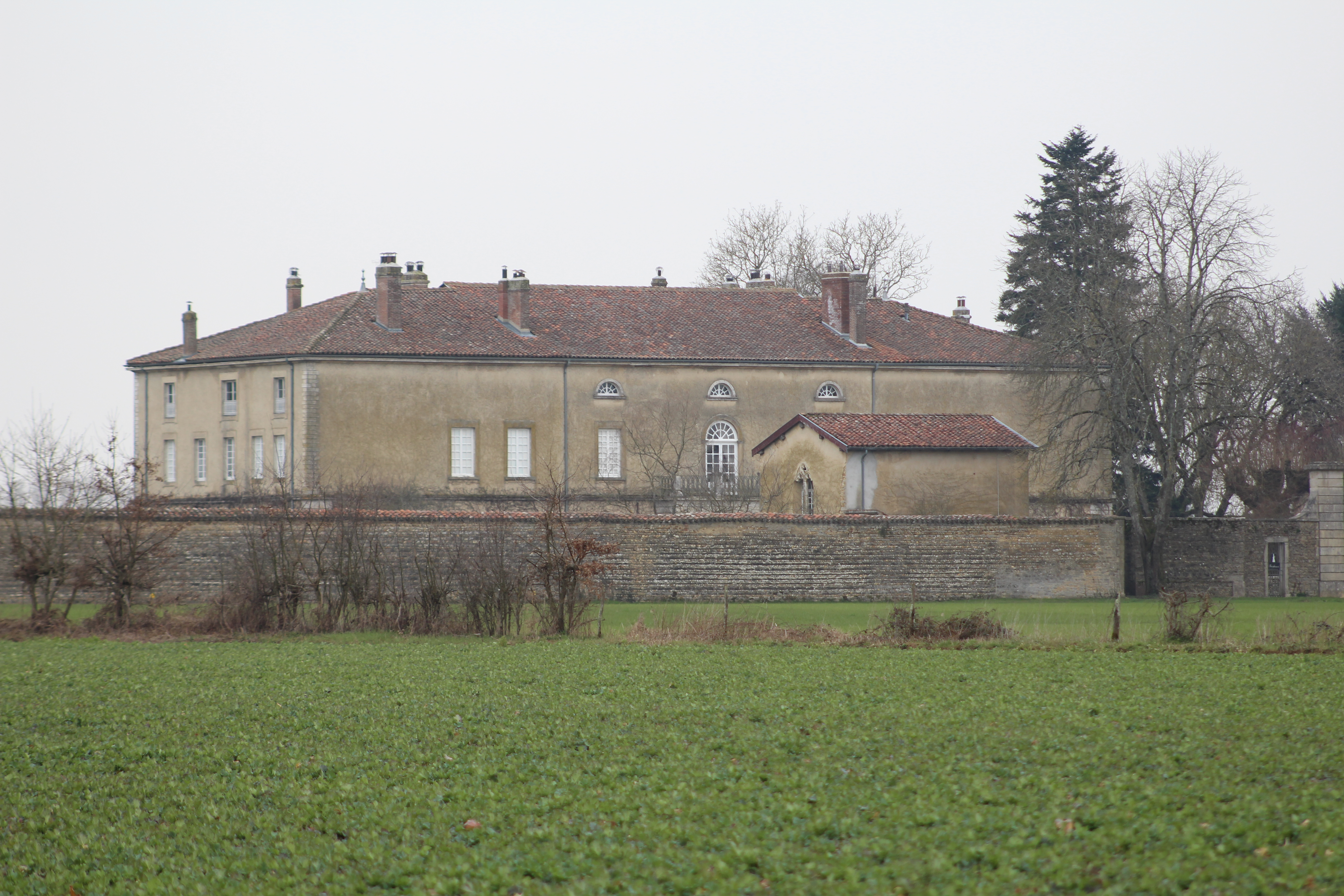
Château de Montplaisant
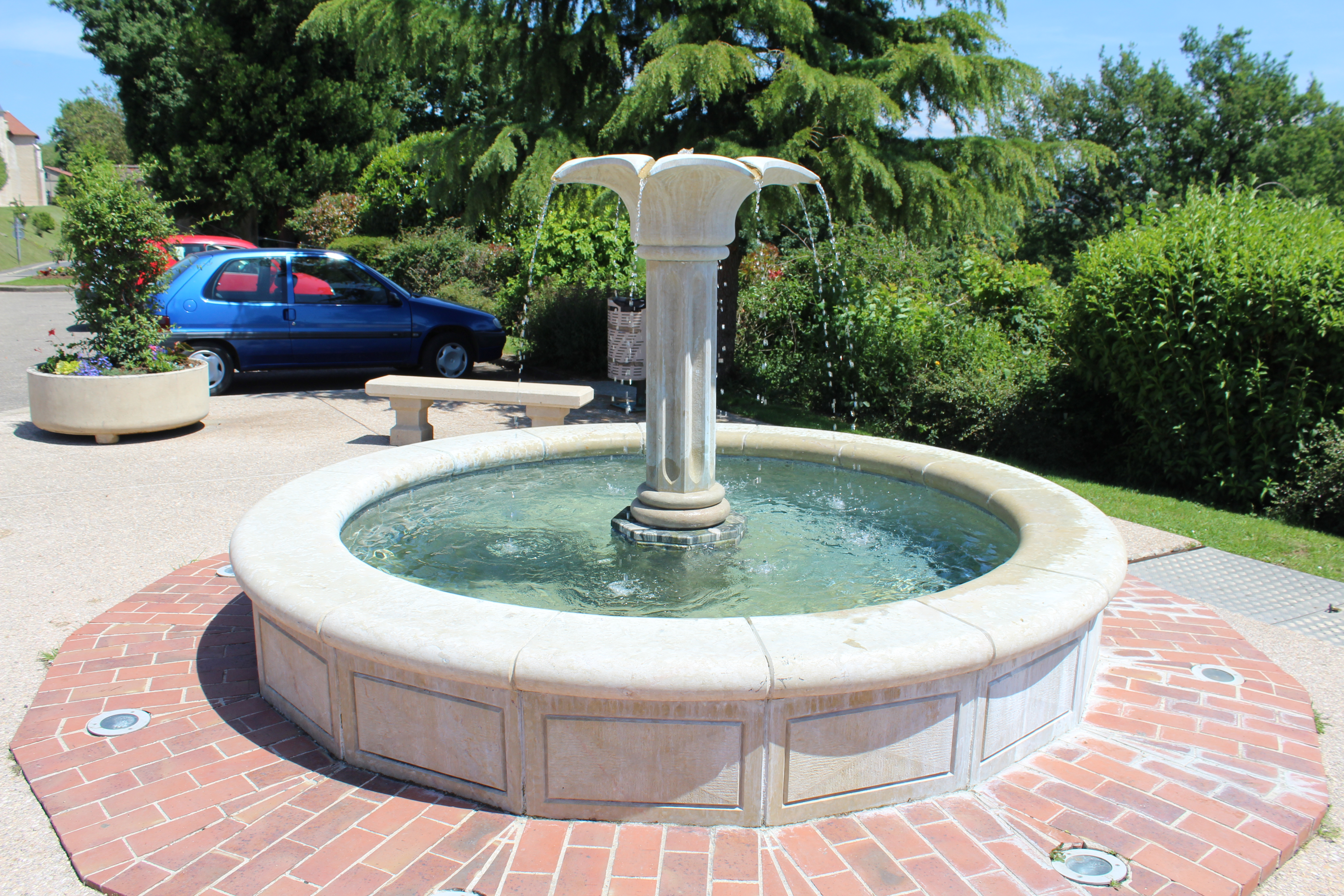
Brunnen
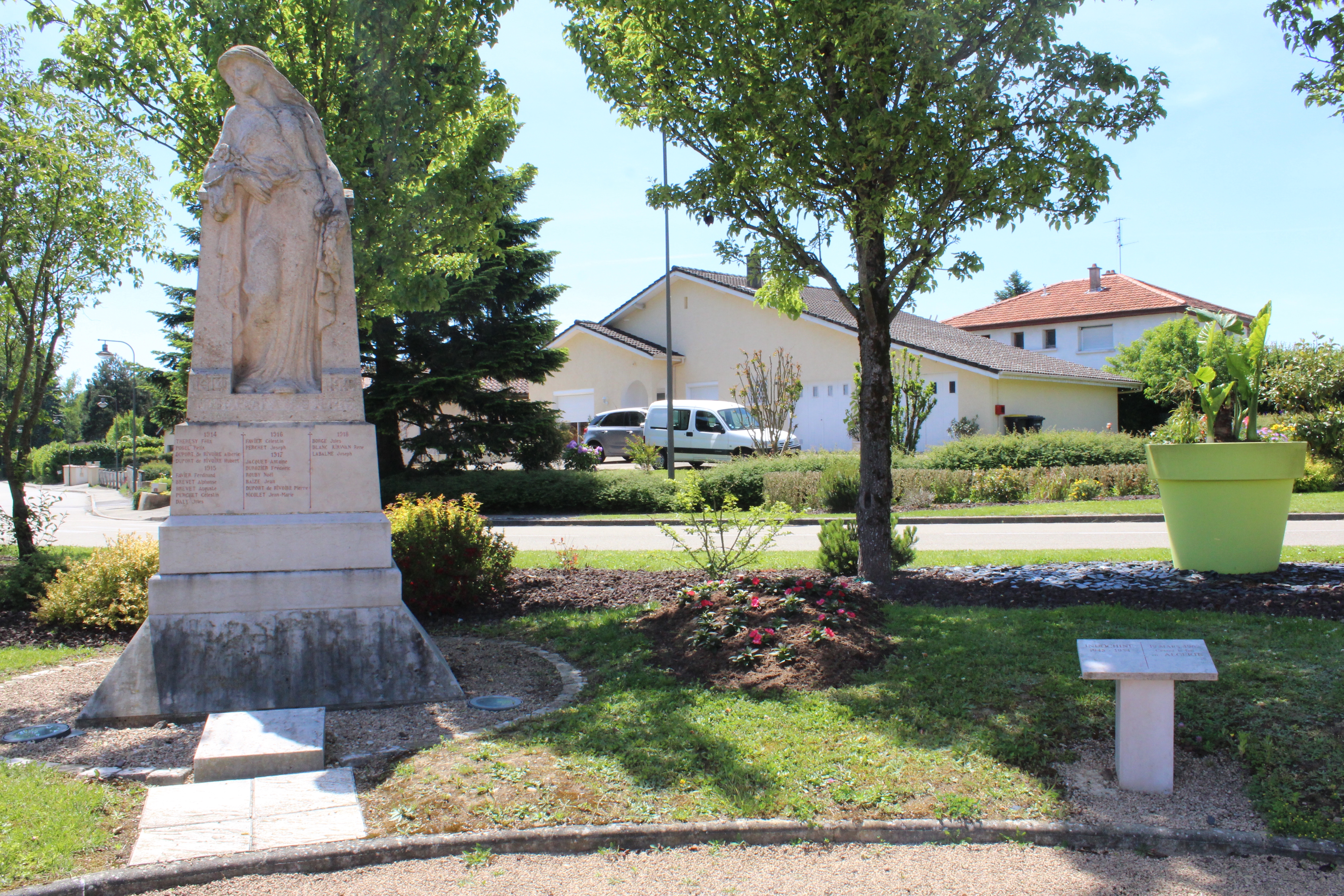
Gefallenendenkmal